# Termálturizmus

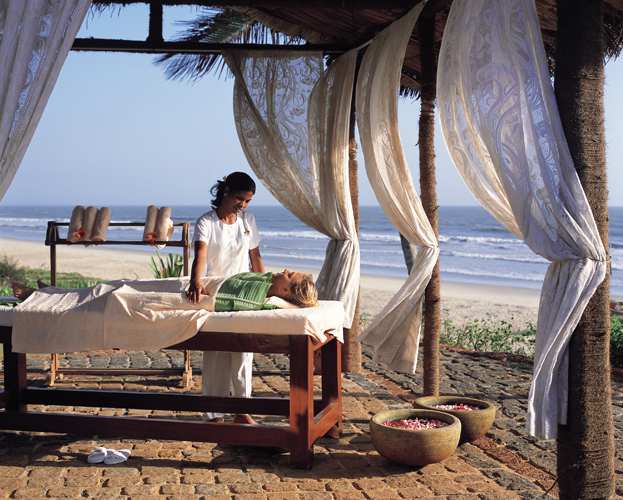
Ájurvédikus fürdő az indiai Goa városában.

A spa avagy termálturizmus az idegen szóval balneoterápiának nevezett, vízzel kapcsolatos gyógymód elnevezése. A gyógyvízzel, illetve termálvízzel rendelkező városok és üdülőhelyek jellemzően ivókúra és fürdőkúra céljára ajánlják forrásaikat. Ezenkívül számos gyógykezelési szolgáltatásokat is igénybe vehetünk ezeken a helyeken. Az ásványvizek gyógyító erejébe vetett hit a történelem előtti időkre vezethető vissza. Az ezzel kapcsolatos gyakorlatok világszerte ismertek és népszerűek, elsősorban Európában és Japánban. A különféle egészségügyi szolgáltatásokat felajánló nappali szanatóriumok szintén egyre nagyobb teret hódítanak.

## Eredete
A spa elnevezés egy belga helység nevéből ered, ahová már a római időkben is jártak fürdőzni az emberek. A város latin neve Aquae Spadanae, amely valószínűleg az elhinteni, locsolni vagy megnedvesíteni jelentésű "spargere" igére vezethető vissza.
A középkor óta a vashiány okozta betegségeket vastartalmú forrásvízzel gyógyítják (1326-ban Collin le Loup vaskereskedő leírt egy ilyen kúrát, a forrást pedig Espa néven említette, amelynek vallon nyelven "kút" a jelentése).
A 16. századi Angliában újjáéledtek a régi római gyógyfürdőzés szokásai a fürdőt jelentésű Bath városában, majd 1571-ben a belga város meglátogatása után William Slingsby felfedezett egy vastartalmú forrást Yorkshire-ben. A mai Harrogate területén ő építtette az első zárt kutat, így ez lett az első gyógyüdülőhely Angliában, ahol ivókúrát lehetett venni. 1596-ban Dr Timothy Bright The English Spaw néven tett említést erről a helyről, így vált a spa szó a belga városnévből általános jelzővé. Kezdetben ez a szó nem annyira a fürdőhelyekre, mint inkább az ivókúrákra utalt, ez a különbség azonban lassanként megszűnt, és ma már a “spa” külső felfrissülés lehetőségét is jelenti.
Kereskedelmi összefüggésben általában azt állítják, hogy a spa szó több latin kifejezés, úgymint "Salus Per Aquam” vagy "Sanitas Per Aquam" rövidítése, amelyek jelentése: "víz általi egészség". Ez azonban valószínűtlen: ezzel a magyarázattal sehol nem találkozunk a 21. század előtt, így inkább "backroníma"-nak tekinthető, mivel nincs bizonyíték a rövidítések átvételére a 20. század előttről; azonkívül a helység ismert latin nevének sem felel meg.

## Története

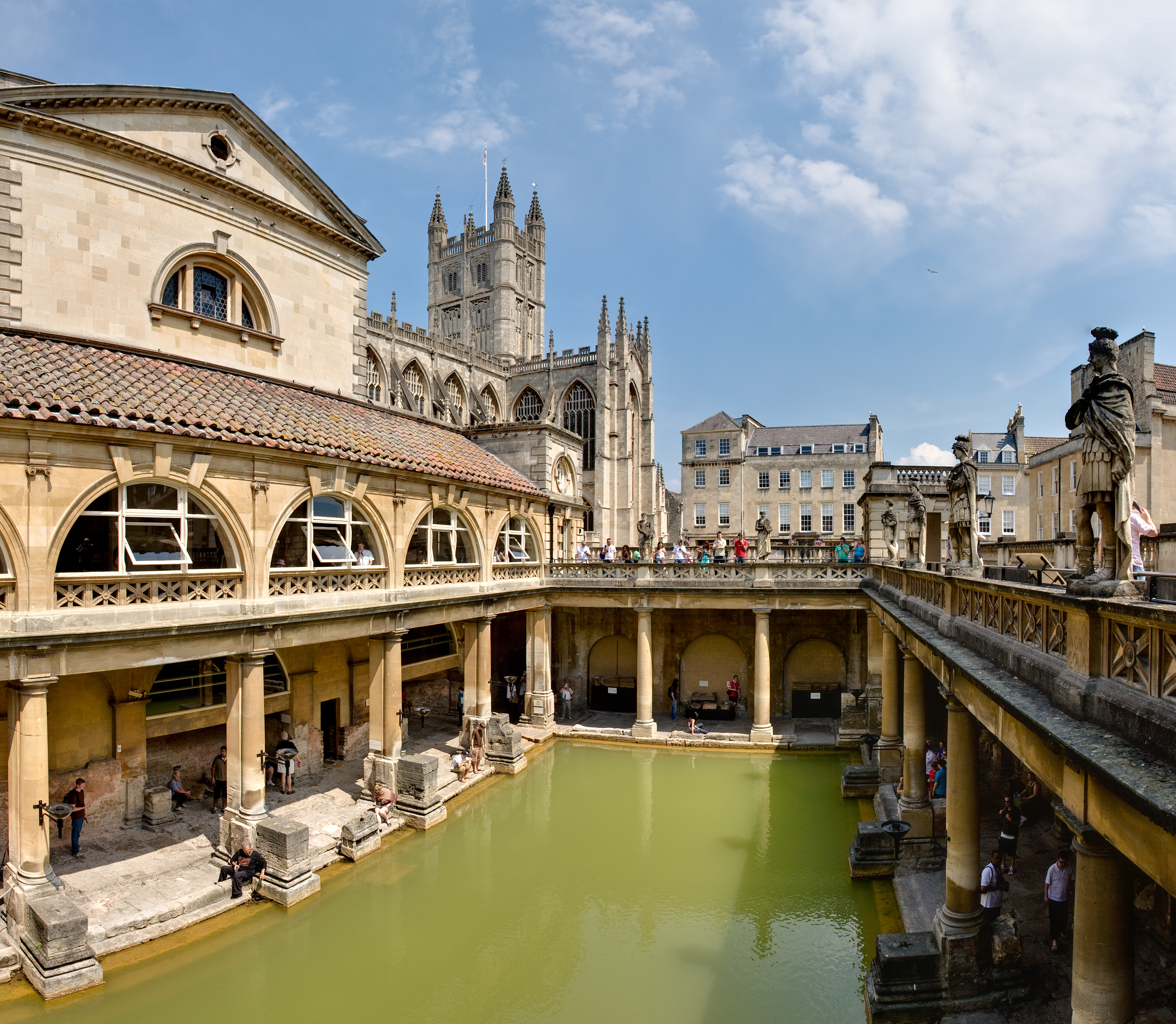
Ókori római fürdők az angliai Bath-ban

A gyógyulás reményében hideg vagy forró forrásokhoz utazás gyakorlata a történelem előtti időkben kezdődött. Francia és cseh hőforrások közelében folytatott ásatások bronzkori fegyvereket és áldozati eszközöket tártak fel. Nagy Britanniában a legenda szerint kelta királyok fedezték fel a bathi hőforrásokat.
Világszerte sok hiedelem tartja, hogy bizonyos forrásban, kútban vagy folyóban való megfürdés fizikai és lelki megtisztulást eredményez. Rituális tisztulási formák léteztek a bennszülött amerikaiaknál, perzsáknál, babilóniaiaknál, egyiptomiaknál, görögöknél, és rómaiaknál. A víz általi megtisztulás szertartása ma is megtalálható a zsidók, muzulmánok, keresztények, buddhisták, és a hinduk vallásában. Ezek a ceremóniák a víz gyógyító és megtisztító erejébe vetett ősi hit bizonyítékai. Az ókori Egyiptomban, az Indus völgyének ősi városaiban, valamint az Égei civilizációkban összetett fürdési rituálék is léteztek. Őseink a víz körül igen kevés építményt emeltek, ha mégis építettek valamit, az csupán ideiglenes jellegű volt.

### Fürdőzés a görög és római korban
A nyugati fürdőzési gyakorlatok legkorábbi leírásai Görögországból származnak. A mai termálfürdőzés alapjainak számító fürdőzési időbeosztást és szabályozást a görögök kezdték. Az égeiek kisméretű fürdőkádakat, mosdókagylókat és lábfürdőket használtak személyi higiénéjük ápolására. Ilyen fürdők legkorábbi leleteire a krétai Knosszoszban találtak, valamint a Santorini szigetén lévő Akrotiri városában talált alabástrom luxuskádak; mindkét lelet az i. e. 2. évezredben keletkezett. A gümnaszionokban nyilvános fürdőket és zuhanyzókat hoztak létre pihenés és tisztálkodás céljából. A görög mitológia szerint bizonyos természetes forrásokat gyógyító erővel áldottak meg az istenek. A gyógyulni vágyók számára a görögök fürdőket hoztak létre a szent vizek környékén. Az ide érkező esdeklő betegek áldozatot mutattak be és megmártóztak gyógyulásuk reményében. A spártaiak egyszerű gőzfürdőt fejlesztettek ki. Serangeum-ban, amely egy korai görög balneum-nak, azaz fürdőháznak felel meg, fürdőtermeket vájtak a hegybe, amelyen a hőforrások eredtek. A termek fölötti sziklára faragott horgokra akaszthatták a vendégek a ruháikat. Az egyik fürdőteremben díszes mozaikpadlót raktak le, amely négylovas szekeret és vezetőjét, egy asszonyt két kutyával, alattuk pedig egy delfint ábrázol. A görögök tehát felhasználták a természeti adottságokat, amelyeket kibővítettek saját díszítésükkel és pompájukkal. A későbbi görög civilizációban általában atlétikai pályák mellé építették a fürdőházakat.
A rómaiak számos fürdőszokást vettek át a görögöktől. Méretben és a fürdők összetettségét tekintve felül is múlták elődeiket. Ehhez több tényező járult hozzá: a római városok nagyobb mérete és népessége, a vízvezeték-rendszer kiépítésével elérhetővé váló folyóvíz, valamint a cement feltalálása, amely a nagyobb építmények létrehozását egyszerűbbé, biztonságosabbá, és olcsóbbá tette. Ahogy Görögországban, úgy Rómában is a fürdő a társas élet és a kikapcsolódás legfontosabb helyszínévé vált. A Római Birodalom területének kiterjesztésével a fürdőzés szokása elterjedt az egész mediterráneumban, Európa több részén, valamint Észak-Afrikában is – erről ma is tanúskodnak az említett területeken végzett ásatások eredményei. A vízvezeték-rendszer kiépítésével a rómaiaknak nemcsak házi-, agrár- és ipari célokra volt elegendő vizük, hanem szabadidős tevékenységeikhez is. A vezetékes vizet később felmelegítették a fürdőkben.
A rómaiak a gyarmataikon is kiépítették a fürdőket, így használva ki az Európa-szerte előforduló hőforrásokat többek között a franciaországi Aix és Vichy, az angliai Bath és Buxton, a németországi Aache és Wiesbaden, az ausztriai Baden, és a magyarországi Aquincum területén. A gyarmati társadalmak üdülő- és társasági központjai lettek ezek a fürdők. A fürdőkomplexumok könyvtárakkal, előadótermekkel, tornatermekkel, és kertekkel gazdagodtak. Ezenkívül a rómaiak a reuma, ízületi gyulladás, valamint a túlzott mértékű evés és ivás káros hatásainak enyhítése céljából is használták a meleg termálvizeket. A Római Birodalom 337-ben, I. Constantinus császár halála után kezdődő hanyatlása miatt a római légiók elhagyták a provinciákat, és maguk mögött hagyták a fürdőket, melyeket a helyi lakosság elfoglalt vagy elpusztított.

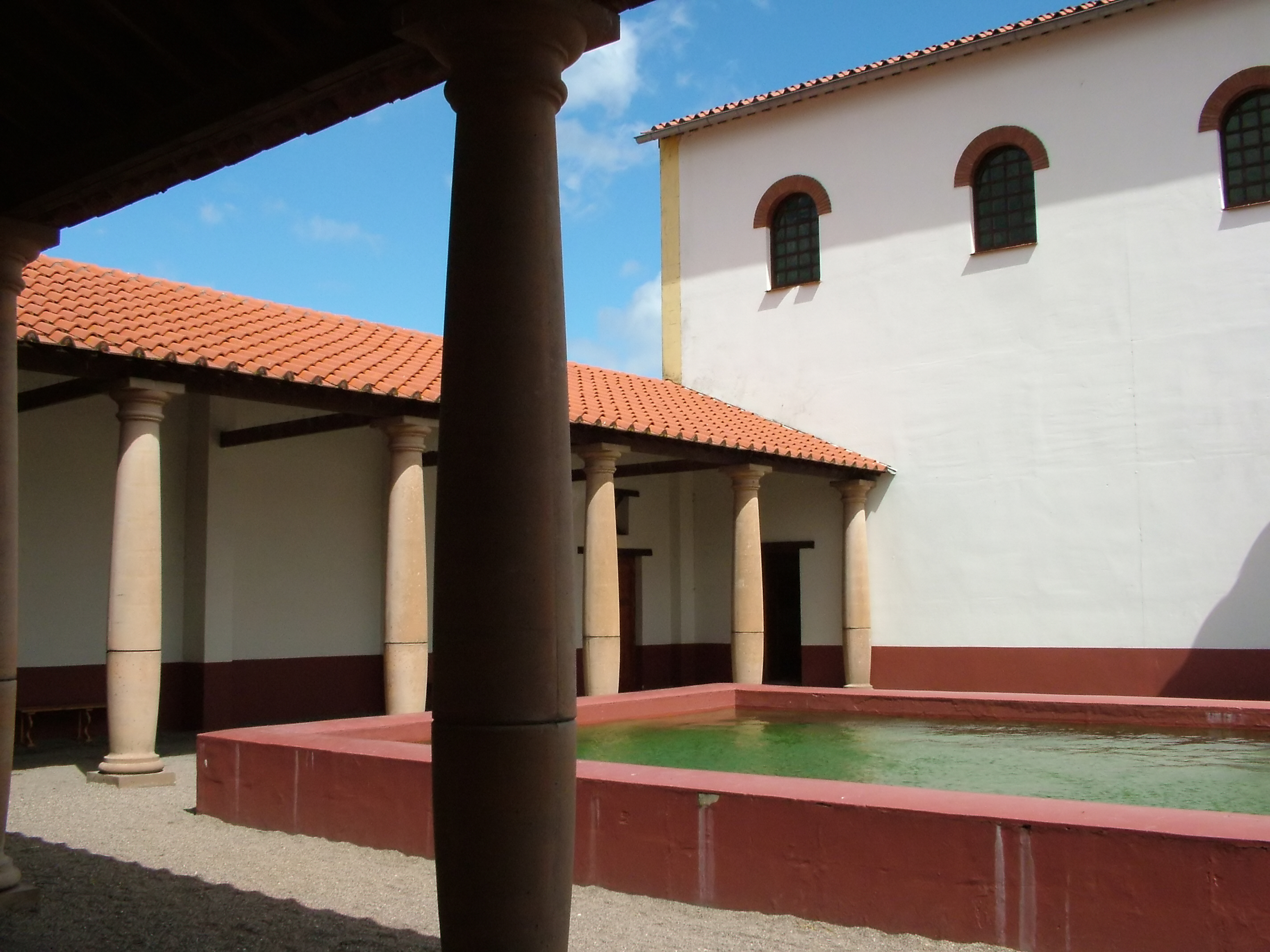
Coriovallum római fürdői a hollandiai Heerlenben (rekonstruálva)

A rómaiak tehát művészetté fejlesztették a fürdőzést, fürdőházaik pedig egyértelműen bizonyítják eredményeiket. A római fürdőzés nemcsak egyszerű alámerülés vagy izzadás gyakorlata, hanem annál sokkal összetettebb rituálé volt. A fürdőszertartás különböző részei (levetkőzés, fürdés, izzadás, masszázs, pihenés) megkívánták, hogy különálló termeket alakítsanak ki ezekre a funkciókra. A nemek különválasztása és a válaszfalak használata nemcsak a fürdőzésre hatott, hanem a fürdőházak kialakítását is meghatározta. A teljesen kifejlődött római fürdőszertartás és az ehhez kapcsolódó építészeti megoldások a későbbi európai és amerikai fürdők előképeként szolgáltak. A rómaiakhoz hasonló kertépítés és pompázatos építészeti megoldás a 18. század végén újra megjelent Európában, valamint a nagyobb amerikai fürdőhelyek stílusában, melyek egy évszázaddal később épültek.

### Fürdőzés a középkorban
A Római Birodalom bukása után a közfürdők gyakran az illetlen viselkedés helyszínei lettek, ezért itt inkább terjedtek, mint gyógyultak a betegségek. Emiatt az európai lakosság körében az a gondolat terjedt el, hogy a gyakori fürdőzés betegséget okoz. A középkori egyházi hatóságok erősítették ezt a gondolatot, és minden igyekezetükkel a közfürdők bezárásán fáradoztak. Az egyházi méltóságok szerint a közfürdő az erkölcstelenség és betegség melegágya volt. A katolikus egyház egyenesen megtiltotta a közfürdőbe járást, ez azonban kevés volt az Európán végigsöprő szifiliszjárvány megállításához. Ez az időszak mindenképpen hullámvölgy a fürdőzés történetében.
Az emberek továbbra is felkerestek néhány szentnek hitt, hideg és melegvizű kutat betegségeik gyógyítása céljából. A vallási buzgalom korában a víz jótékony hatásait Istennek vagy egy szentnek tulajdonították. 1326-ban egy belga vaskereskedő, Collin le Loup felfedezte Spa városának vastartalmú gyógyvizét. A forrás körül híres gyógyközpont épült ki, és a “spa” kifejezést lassanként minden természetes forrás közelében álló gyógyüdülő elnevezésére kezdték használni. Ebben az időben a különböző források arról a betegségről váltak híressé, amelyeket állítólagosan gyógyítani lehetett a vizükkel.
Ez idő tájt sok különböző fürdőzési gyakorlat volt szokásban. A 16. században Karlovy Vary (német nevén Karlsbad!) gyógyszerészei az ásványvizet már nemcsak fürdőzésre, hanem fogyasztásra is felírták. A betegek adott időközönként 10-11 órán át fürödtek meleg vízben, miközben ásványvizet iszogattak. Az első fürdőzésre a délelőtti órákban került sor, a másodikra pedig délután. Ez a kúra jó néhány napig tartott, egészen addig, míg a bőrön kialakult kelések és pattanások elkezdtek kifakadni, ami a betegség okának tartott méreganyagok távozásának jele volt. Ezután egy újabb, rövidebb ideig tartó kúrát tartottak melegebb vízben, hogy lemossák a fertőzést és lezárják a sebeket.
Scarborough tengerparti városban 1626-ban bizonyos Mrs. Elizabeth Farrow felfedezett egy savas forrást a várostól délre levő sziklák között. A vízről kiderült, hogy gyógyhatású, így épült ki körülötte a Scarborough gyógyfürdő. Dr Wittie 1660-ban könyvet írt a helyről, ennek hatására pedig özönleni kezdtek ide a gyógyulni vágyó látogatók. A kúrát tengeri fürdőzéssel egészítették ki, így lett ez a város Nagy Britannia első tengerparti üdülőhelye.

### Fürdőzés a18. században
A 17. században az európai felsőbb tízezerből a legtöbben gyakran mosatták vízben a ruháikat és leginkább csak az arcukat mosták (azt is egy kendővel), az elterjedt nézet szerint ugyanis a teljes test megmosása az alacsony sorsúak tevékenysége volt. A felsőbb osztálybeliek lassan kezdték megváltoztatni a fürdéssel kapcsolatos hozzáállásukat, és a század végére már azon a véleményen voltak, hogy jót tesz az egészségnek. A tehetősek özönlöttek az üdülőhelyekre, hogy ivó- és fürdőkúrát tartsanak. 1702-ben Anna királynő az egykor a rómaiak által kiépített Bath-ba utazott fürdőzni. Röviddel ezután Richard (Beau) Nash is odautazott. Természetéből következően ő a jóízlés és jómodor élő példája volt Anglia számára. Ralph Allen anyagi támogatásával és idősebb John Wood építész munkájával Nash vidéki fürdőből Anglia társasági fővárosává változtatta Bath-ot. Bath pedig mintául szolgált a többi európai fürdőhely számára. A gazdag és híres emberek szezonális jelleggel jöttek ide fürdőzni és gyógyvizet inni, valamint hogy vagyonukkal kérkedhessenek. Az itteni társasági élet rendszeres rendezvényei voltak a bálok, hangversenyek, kártyapartik, előadások, valamint a városi séták, felvonulások.
Az átlagos bathi nap kora reggeli közös fürdőzéssel kezdődött, amit egy privát reggeli követett. Azután vagy a Pump Room (Szivattyúterem) helyiségébe mentek ivókúrára, vagy megnéztek egy divatbemutatót. A gyógyszerészek a vendégeknek azt tanácsolták, hogy egyenlő arányban fürdőzzenek és igyák a vizet. A nap következő néhány órájában vásároltak, könyvtárba mentek, koncertet hallgattak, vagy beültek egy kávéházba. Délután négykor a gazdag hírességek felöltöztek legszebb ruháikba és tettek egy sétát a város utcáin. A vacsora után újabb seta következett, majd tánccal vagy szerencsejátékkal fejezték be az estét.
Európa többi városában ehhez hasonló élet folyt. A fürdőhelyek olyan színpaddá váltak, ahol az európaiak rendkívül látványosan parádézhattak. Ugyanakkor hírhedtté váltak az itt keringő pletykák és botrányok révén. A különböző társadalmi-gazdasági osztályokhoz tartozók az és különböző időszakaiban látogattak ide, és egy vagy néhány hónap közötti időt töltöttek itt. Az egyik szezonban arisztokraták, máskor pedig nagygazdák vagy nyugdíjazott katonák költöztek a fürdőhelyre. A gazdagok és a rájuk leső bűnözők egyik fürdőhelyről a másikra költöztek az üdülőhelyek divatjának változásától függően.
A 18. század folyamán a forrásvizek gyógyászati felhasználását újra fölfedezték olasz, német és angol gyógyszerészek. Ez a fajta reneszánsz megváltoztatta a fürdőzés gyógyászati ajánlásait. Karlsbadban például az ásványvízfogyasztás elfogadott módjának megfelelően hatalmas hordókat szállítottak a pácienseknek, akik aztán szobájuk magányában fogyasztották a gyógyszerészek által felírt adagokat. 1777-ben Dr. David Beecher azt javasolta, hogy a betegek menjenek a víz forrásához, ahol ivás előtt végezzenek előírt tornagyakorlatot. Ez az újítás növelte a gyógyhatást, így a tornázás fokozatosan az európai fürdőzési szokások részévé vált. 1797-ben Dr. James Currier kiadta The Effects of Water, Cold and Warm, as a Remedy in Fever and other Diseases (A hideg és meleg vizek lázcsillapító és egyéb gyógyító hatása) című könyvét Angliában. A könyv tovább növelte a vízkúrák iránti érdeklődést, és a víz külső és belső alkalmazása mellett állt ki.

### Fürdőzés a 19. és a 20. században

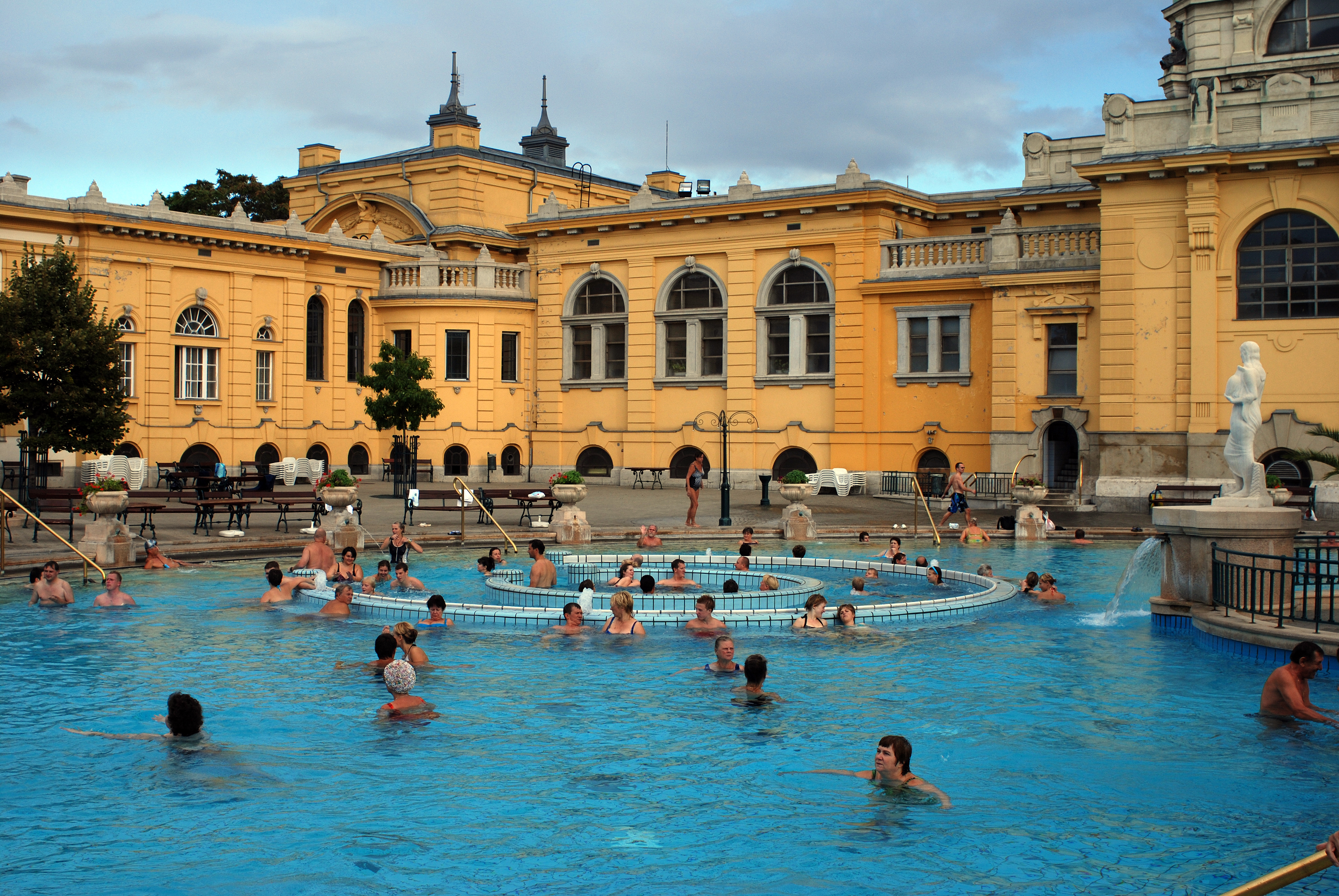
Egy patinás fürdő: a Széchenyi Budapesten.

A 19. században a fürdőzés egyre elfogadottabb lett, mivel felismerték a tisztaság és az egészség közötti összefüggést. Az 1842-ben tomboló liverpooli kolerajárvány eredményeképpen feléledt a tisztaság iránti figyelem; ezután többen fürödtek, és mosták a ruháikat. Ugyanebben az évben az Amerikai Egyesült Államokbeli Cincinnatiban építettek először kádat egy házba. A fürdés azonban még mindig nem vált általános szokássá. Egy évvel később , Philadelphia városában egészségügyi okokra hivatkozva megtiltották a fürdést november 1 és március 15 között, 1843-tól pedig Bostonban is tilos volt fürdeni, hacsak ez orvos el nem rendelte. A helyzet azért javult, és 1867-re a legtöbb tehetős philadelphiai házában már volt kád és belső vízvezetékrendszer. Angliában az 1880-as években barakkokban és iskolákban melegvizű zuhanyzókat építettek. A fürdéssel kapcsolatos tabuk az orvostudomány fejlődésével párhuzamosan eltűntek, sőt, jótékony hatása miatt az orvostársadalom világszerte ajánlotta a fürdést. Ráadásul az egzotikus dolgokra fogékony viktoriánus ízlés egészen elmerült a termálvíz jótékony hatásának kutatásában.
Az európai gyógyfürdők formális építészeti fejlődése a 18–19. századra esett. Az angliai Bath építése az éppen divatos György-kori és neoklasszikus stílusjegyeket viselte magán, általában a palládiumi elveket követve. A legfőbb építészeti forma, amelyet Anglia nagy részén megvalósítottak a “félhold” – azaz a fél-elliptikus utcakép. Karlsbad, Marienbad, Franzenbad, és Baden-Baden építményei elsősorban neoklasszikus stílusúak, a szakirodalom ugyanakkor arra enged következtetni, hogy a 19. század kései éveiig nem építettek nagy fürdőházakat. Mivel a hangsúly még mindig a víz megivásán, semmint a benne való fürdésen volt, inkább a Trinkhalle (ivócsarnok) építése volt jellemző, ahol a kúrán résztvevők akár több órán át kortyolgatták a források vizét.
A 19. század közepére a helyzet drámaian megváltozott. A víz megivása mellett az európai gyógyfürdők látogatói kezdték előtérbe helyezni a fürdőzést. A szökőkutak, pavilonok, és ivócsarnokok mellett a római fürdők méretéhez hasonló fürdőházakat is kezdtek emelni. Az 1930-as években egy 19. századi gyógyfürdő-komplexumról készült fényképeken láthatjuk a korábbi építészetet, rengeteg mozaikpadlót, márványfalakat, klasszikus szobrokat, boltíves ajtónyílásokat, kupolás mennyezeteket, szelvényes boltíveket, háromszögű oromfalakat, korinthoszi oszlopfőket, és a neoklasszikus építészet megannyi más elemét. Az épületeket leggyakrabban funkcióik szerint a következő helyiségekre tagolták: ivócsarnok, fürdőház, inhalatórium (a gőzök belélegzése céljából), valamint gyógyház avagy beszélgető-terem, ahol a társasági élet folyt. Baden-Baden több golf- és teniszpályával rendelkezett, autósok számára rendkívül kényelmes utakkal hirdette magát, valamint lankákkal, ahol a szarvasok olyan gyakoriak, mint máshol a tehenek, majdnem olyan kevéssé félénkek.
Az európai gyógyfürdőkben az egyszerű pavilonoktól a gazdagon díszített ivócsarnokig sokféle épületet emeltek az ivókúrák résztvevőinek. A 19. század későbbi részében hatalmas fürdőházakat is kezdtek építeni, amikor a betegségek gyógyítására hosszas fürdési rituálé jött divatba. Az európai építészek a római elődeik munkáit alaposan tanulmányozva merítettek ihletet. Onnan másolták a formákat, a szimmetriát, a termek funkció szerinti felosztását, valamint a tágas belső térrendezést. A gyógyfürdők területére szökőkutakat és kerteket emeltek, valamint új válaszfalakat alkalmaztak. Az útikönyvekben olvashatunk a környék tágas, fából készülő felajánlásairól.

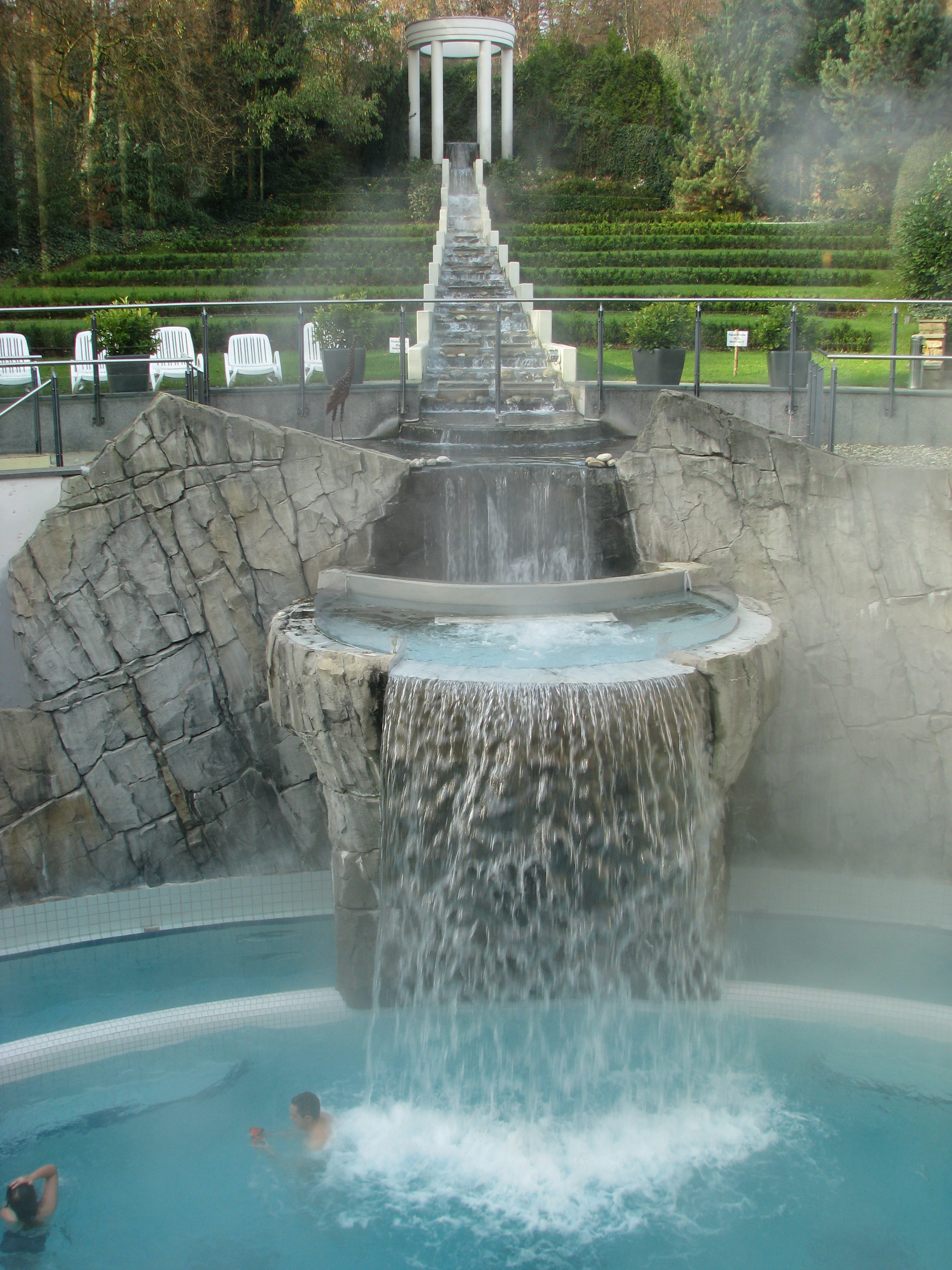
Vízesés az aacheni Carolus Spa-ban (Németország).

A 19. század elejére az európai fürdőzési szokások már számos hagyományból ötvöződtek. Ide tartoztak a forró vízbe történő alámerülés, vízivás, a gőzteremben izzadás, és a hűsítő teremben pihenés. Ezen kívül az orvosok hideg-meleg váltott vizes zuhanyzást és személyre szabott diétát rendeltek el a kúra hatásainak növelésére. Gazdag európai és amerikai utazók számára megjelentek az európai gyógyüdülőkről szóló könyvek, amelyekben részletesen leírták minden üdülőhely gyógyhatását, és társadalmi élvezeteit.
Az európai gyógyfürdők hasonló kúraajánlatokkal álltak elő, mindegyikben volt azonban valami egyediség is. A század európai fürdőzési szokásait remekül mutatja a karlsbadi időbeosztás. A látogatók reggel hatkor keltek, és egy zenekar szerenádja mellett itták a vizet. Ezután egy könnyű reggeli, fürdőzés, majd ebéd következett. Az itteni orvosok általában csak egyféle ételt engedtek a pácienseknek egy-egy étkezés alkalmával. Délután a vendégek városnézésen vagy hangversenyen vettek részt. Az esti étkezést színházi előadások követték. A nap este 9 körül ért véget, amikor a vendégek aludni tértek szállásaikra. Egy-egy kúra egy hónapig tartott ebben az időbeosztásban, majd a vendégek hazatértek, hogy egy év múlva jöjjenek újra. A többi kortárs fürdőgyakorlat ehhez hasonló volt.
A 20. század elején az európai gyógyüdülők szigorú diéta és tornagyakorlatokkal egészítették ki a komplex fürdőterápiát a pozitív hatás biztosítása érdekében. A rheumatoid arthritis kezelésére szakosodott Baden-Baden pácienseinek a kúra megkezdése előtt föl kellett keresnie egy orvost. Ezután beléphettek a fő fürdőterembe, ahol kifizették a fürdőbelépőt, és eltették értékeiket, majd kaptak egy bódét, ahol levetkőzhettek. A fürdőház törülközővel, lepedőkkel, és papucsokkal látta el vendégeit.
Baden-Badenben a fürdőzés melegvizes zuhanyzással kezdődött. A vendégek ezután 20 percet egy 140 Celsius-fokos levegőt keringtető szobában töltöttek, majd 10 percet egy 150 Celsius-fokosban, vettek egy 154 fokos gőzfürdőt, ezután elzuhanyoztak, és egy szappanos masszázst kaptak. A masszázs után a fürdőzők körülbelül testhőmérsékletű vizű medencében úsztak. Úszás után 15-20 perc pihenő következett a meleg "Sprudel" terem medencéjében. Ennek a sekély medencének az alján 8 inch homokrétegen keresztül buzgott föl a természetesen szénsavas víz. Ezután fokozatosan alacsonyabb hőmérsékletű zuhanyzások és fürdőzések sorozata következett. A kezelés fürdőzési részét azzal fejezték be, hogy a pácienseket meleg törülközőkkel dörgölték végig, és 20 perces pihenőjük idejére lepedőkbe burkolták, és betakarták őket. A kúra többi része az előírt diétából, tornagyakorlatokból, és vízivásból állt.
Az európai gyógyüdülőkben a fürdőzésen kívül számos más tevékenységre volt lehetőség: szerencsejáték, lóversenyzés, horgászás, vadászat, tenisz, korcsolyázás, tánc, golf, és lovaglás. Az embereket ezeken kívül városnéző sétákkal és színielőadásokkal csábították az üdülőkbe. Néhány kormány felismerte a gyógyterápia egészségre gyakorolt jótékony hatását, és még anyagilag is támogatta az üdülőkbe látogatókat a költségek egy részének fedezésével. Számos üdülőbe különböző orvosi panaszokkal küzdő betegeken kívül az elhízástól és a zabálástól szenvedők is ellátogattak. A korábbi századok eleganciája és stílusa lassan megkopott, az emberek azonban még mindig szívesen járnak a természetes hőforrásokhoz pihenni és gyógyulni.

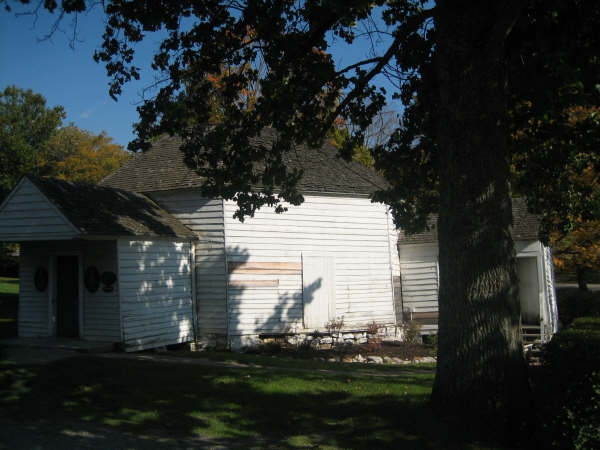
Jefferson Pools: az Urak Fürdőháza, Warm Springs, Virginia. Ez az 1761-ben emelt épület a legrégibb fürdő az USA területén. A víz az épület közepén folyik keresztül. Thomas Jefferson elnök is fürdőzött itt.

### Az amerikai telepesek fürdői
Néhány európai telepes az őshazából vitte magával az orvosi gyógyításhoz használható melegvizes terápia ismeretét, mások pedig az indián bennszülöttektől tanultak a hőforrások jó hatásáról. Az európaiak lassan megszerezték a különféle indián törzsektől a legtöbb forró és hideg forrás tulajdonjogát. A források környékét azután az európai ízlésnek megfelelően építették ki. Az 1760-as években vízkúra lehetőségét kereső brit telepesek végigutazták Connecticut, Pennsylvania, New York, és Virginia területeit. A gyakrabban látogatott források közé tartozott: Bath, Chester Springs, Bristol Township Pennsylvania államban; Saratoga Springs, Kinderhook, Ballston Spa, New York államban; Warm Springs, Hot Springs, White Sulphur Springs Virginia államban.
A telepesek orvosai ajánlani kezdték a hőforrásokat a gyógyulni vágyóknak. Dr. Benjamin Rush, amerikai hazafi és orvos a bristoli forrásokat dicsérte 1773-ban, Dr. Samuel Tenney 1783-ban, majd Dr. Valentine Seaman 1792-ben felfedezte a Saratoga Springs vizét és leírta a forrás lehetséges orvosi felhasználását. Hoteleket építettek a forrásokhoz érkezők elszállásolására. Vállalkozók fogadókat nyitottak, ahol az utazók megszállhattak, ehettek és ihattak. Ez volt az Egyesült Államok gyógyüdülő-iparának kezdete.

### Fürdőzés a 19. és 20. századi Amerikában
A polgárháború után a gyógyüdülők újra népszerűek lettek. Az 1850-es évek közepére már 20 államban működtek hideg és meleg források mellett üdülők. Az üdülők többsége hasonló építészeti megoldásokat mutatott. Legtöbb esetben egy hatalmas, kétemeletes épület magasodott a forrás mellett, amely körül kisebb házak álltak. A főépületben volt lehetőség vacsorázni, az első emeleten táncolni lehetett, a másodikon pedig a hálószobák voltak. Az épület egyéni szobácskákból álltak, a kiszolgáló épületek félkör vagy U alakban álltak a főépület körül.
Az üdülőkben lehetett úszni, horgászni, vadászni, lovagolni, valamint fürdőzni. Virginia üdülői, elsősorban White Sulphur Springs, a polgárháború előtt és után is népszerűségnek örvendtek. A polgárháború után a gyógyüdülőkbeli vakációzás népszerűségét a sebeiket ott gyógyító hazatérő katonáknak köszönhette, valamint annak, hogy az amerikai gazdaság több szabadidőt tett lehetővé. Saratoga Springs volt az egyik ilyen szabadidőközpont. A fürdőzés, és a szénsavas melegvíz ivása csak bemelegítésül szolgált olyan érdekes társasági tevékenységekhez, mint a szerencsejáték, a séta, a lóverseny és a tánc.
Saratoga Springsben óriási építkezések zajlottak az 1830-as években, míg Hot Springs építményei egyszerű, elnagyolt fakeretes tákolmányok voltak csupán, épp csak hogy a látogatók ne essenek a vízbe. 1815-re Sratogában hatalmas, négyemeletes, görög stílusú szállodával gazdagodott. 1832-ben már vasúton és folyami gőzhajókon is el lehetett ide jutni, ezek a közlekedési lehetőségek sokkal több kifinomult vendéget vonzottak ide. A szállásokon, illetve a hotelekhez kapcsolódó kis fürdőházakban nyújtott néhány különleges fürdőszolgáltatástól eltekintve Saratoga 19. századi fejlődése sokkal inkább a szabadidős tevékenységekre alapozott, mint a fürdőzésre. Bár Saratoga és más, New York állambeli termálfürdők a gyógyhatású ásványvizek körül épültek ki, a kezükben tartott adu inkább a sokrétű társasági élet volt, amibe sok minden beletartozott a lovakra való fogadástól kezdve a legutolsó párizsi divat megtekintéséig. A pénzesebb városiak kedvelt szórakozása volt a nyarat a hegyekben tölteni, ennek köszönhetően Saratoga a nyári szórakozások központja lett. Magánvállalkozások hatalmas bálteremmel rendelkező óriási szállodákat, peraházakat, áruházakat és klubhelyiségeket építettek. 1865-ben a Union Hotel saját fasort kapott szökőkúttal és szépen kialakított parkkal, valamint két kisebb fürdőházzal. A 19. században a fürdőházak mégis kisebb melléképületek maradtak, és közelsem miattuk látogatták az üdülőhelyeket.
A 19. század második felében a nyugati vállalkozók a Mississippi folyótól a nyugati partig a hideg és a hőforrások környékén üdülőhelyeket hoztak létre. Ezen termálfürdők többsége kínálatában volt egyéni kádfürdő, gőzfürdő, zuhany, és uszodai fürdőzés. Az országot behálózó különféle vasútvonalak tulajdonosai reklámozták ezeket az üdülőket, hogy ezzel növeljék a vasutak forgalmát. Hot Springs kedvelt üdülőhellyé vált a St. Louis és Chicago nagyvárosi dzsumbujából érkezők számára.
A 20. században tovább nőtt a termálfürdők népszerűsége. Néhány kritikus szerint azonban a híres üdülőhelyek (Hot Springs és Saratoga) termálvize már nem hatott jótékonyabban az egészségre a közönséges forróvíznél. A termálfürdők tulajdonosai a kritikák cáfolatára jobb hidroterápia kifejlesztésébe kezdtek. Saratogában szív és érrendszeri megbetegedéseket, reumás állapotokat, idegrendszeri rendellenességeket, emésztési problémákat és bőrbetegségeket kezdtek kezelni. 1910-ben New York állam kormányzata elkezdte a fő források megvásárlását, hogy ezzel védjék azokat a kitermeléstől. Amikor Franklin D. Roosevelt volt New York kormányzója, támogatta Saratogában egy európai típusú termálfürdő kiépítését. Az új komplexumot tervező építészek két évet töltöttek Európában a fürdőzés technikai jellemzőinek tanulmányozásával. Az 1933-ban elkészült építmény három fürdőházból állt (Lincoln, Washington, és Roosevelt néven), egy ivócsarnokból, a Források Terméből, valamint egy épületből, ahol a Simon Baruch Kutatóintézet kapott helyet. Az üdülőhelyen még négy további, pihenést szolgáló árkádos építményt emeltek, valamint egy kék fajansz cserépcsempékkel díszített medencét. Ezeket a neoklasszikus épületeket hatalmas méretben építették, téglából, kőből és betonból, a római kori részletek felidézésével. A termálfürdőt 1200 km2 nemzeti park vette körül, ahol 18 km tanösvényen lehetett végigsétálni "kényelmes sétaléptekkel a tudományosan kialakított dőlésű emelkedőkön, át a ligeteken és völgyeken, melyek látványát váratlanul egy-egy felbuzgó forrás tarkítja, a Geyser Brook bőséges vize, ami az ösvények hídjai alatt folyik. Megmutatkozik a park természetes szépsége, de nem alkalmaztak rajta formális tájrendezést". A fürdőt hirdető brossúrákban olvashatunk a közvetlen közelben lévő vonzerőkről, úgymint: vásárlás, lóverseny, valamint polgárháborús történelmi helyszínek. Herbert Lehman New York-i kormányzó nyitotta meg a létesítményt 1935 júliusában.
Ez időszak egyéb közismert fürdőhelyei: French Lick (Indiana állam); Hot Springs és White Sulphur Springs (West Virginia állam); Hot Springs (Arkansas állam); valamint Warm Springs (Georgia állam). French Lick a túlsúly és a szorulás fürdőzés, ivókúra és vizitorna alkalmazásával történő kezelésére specializálódott. A virginiai Hot Springs emésztőszervi és szívbetegségek kezelését állította a középpontba, míg White Sulphur Springs ezeken kívül még a bőrbetegségeket is gyógyította. Mindkét fürdőben volt egy sekély medence, ahol a pácienseket folyamatosan mosta a víz. A georgiai Warm Springs a gyermekparalízis kezeléséről lett híres, amelyre fürdő- és tornakúrát kínált. A korábban Saratogát támogató Franklin D. Roosevelt elnök gyakran látogatta, és melegen ajánlotta ezt a termálfürdőt.

## Legújabb irányzatok

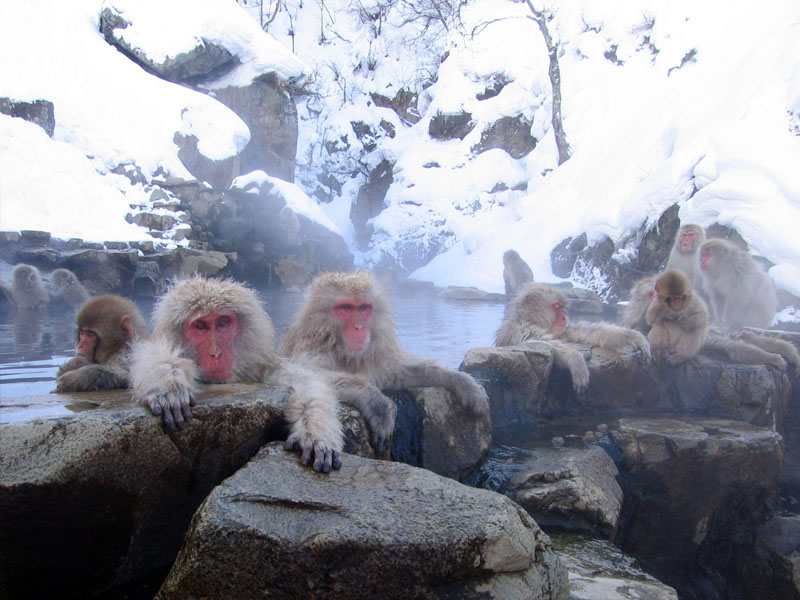
Egy “onszenben”, azaz szabadtéri hőforrásban fürdőző makákók - Nagano, Japán.

Az 1930-as évek végére USA-szerte kétezernél is több termálfürdő működött. Az 1950-es évekre ez a szám jelentősen megcsappant, majd a következő két évtizedben még inkább. A mára fennmaradt termálfürdők a hagyomásnyos fürdőzési tevékenységek helyett inkább a fogyókúrás, testmozgásos, illetve szabadidős programok megrendezésére helyezik a hangsúlyt.
Az amerikai fürdőipar egészen napjainkig stagnált. Európában azonban a fürdőterápiák mindig népszerűek voltak, és ez ma is így van. Ugyanez igaz Japánra, ahol az onszen néven emlegetett hagyományos hőforrások mindig rengeteg látogatót vonzottak.
Az egészség és a wellness középpontba helyezésével a termálfürdők népszerűsége az Egyesült Államokban is növekszik.

### A gyógykezelés módszerei
- balneoterápia – gyógyítás gyógyvizek felhasználásával.
- fizioterápia.
- hidroterápia – gyógyítás a víz fizikai tulajdonságainak felhasználásával.
- fizikoterápia – gyógyítás fizikai energiák felhasználásával.
- mechanoterápia – gyógyítás erőátvitel, pl masszázs felhasználásával.
- fototerápia – gyógyítás a fény felhasználásával.
- magnetoterápia – gyógyítás a mágneses tér felhasználásával.
- ózonterápia – gyógyítás a vér oxigéntartalmának növelésével.

### Gyógytényező vagy felszerelés
- A lábfürdő.
- A forróvizes kádfürdő – ez a házi szórakozás közkedvelt az Egyesült Államokban.
- A szódakút – az ivókúrához használható, szintén Amerikában elterjedt..
- gyógyvíz.
- A termálfürdőkben gyakran vehetünk iszapfürdőt, amely többféle probléma enyhítésére, és az általános egészségmegőrzésre is alkalmas. Idegen szóval ez a 'fangoterápia'. Ehhez többféle orvosi gyógyiszapot és agyagot használnak.[10]
- ásványvíz.
- mofetta.
- klimatikus gyógyhely.

## A Nemzetközi Fürdőszövetség (International Spa Association) meghatározásai
Termálfürdő (Spa) – Sokféle professzionális szolgáltatással a teljes jóléthez hozzájáruló helyek, ahol a szellem, a test és a lélek egyaránt felüdülést nyerhet.

### Fürdőtípusok
- Club spa – fő profilja a fitness, szakértői irányítással igénybe vehető termálfürdő-szolgáltatásokat nyújt.
- Tengerjáró spa – egy tengerjáró hajó fedélzetén található, ahol szakértők vezetésével spa, fitness, és wellness szolgáltatásokat lehet igénybe venni, valamint speciális diéta kérhető.
- Day spa – szakértői irányítással igénybe vehető napi szolgáltatások (bentlakás nélkül).
- Fogászati spa – a hagyományos fogászati kezelés és a spa szolgáltatások kombinációját nyújtó intézmény, melyet fogorvos irányít.
- Gyógyhelyi kezelés – Hagyományosan hét napi bentlakásos kezeléssorozat, amely segít az egészségmegőrzés módját kialakítani. Az életmód-változtatást átfogó program segíti, melynek elemei a fürdőszolgáltatások, testmozgás, wellness-oktatás, egészséges étkezés, valamint az egyéb érdeklődésnek megfelel programok.
- Gyógyászati spa – hivatásos, a helyszínen dolgozó egészségügyi dolgozó folyamatos felügyelete alatt álló intézmény, ahol elsősorban átfogó gyógyászati és wellness-kezelést nyújtanak spa, hagyományos, valamint kiedészítő, illetve alternative terápiák és kezelések révén. Az intézmény a személyzet szakértelmébe tartozó szolgáltatásokat kínálja, ezek lehetnek esztétikai, kozmetikai, megelőző, illetve wellness szolgáltatások. Itt jellemző a balneoterápia, valamint különböző gyógyiszapok alkalmazása."A balneoterápiás gyógymódokat sokféle céllal alkalmazzák. Egy spaban például reumás ízületi gyulladás és hátfájás kezelésére, sérülés vagy betegség után az izomzat újjáépítésére vagy az immunredszer stimulálására, illetve ezek a kezelések igen élvezetesek a mindennapi idegeskedésektől való megszabaduláskor."[12]

- Mineral springs spa - A spa offering an on-site source of natural mineral, thermal or seawater used in hydrotherapy treatments.
- Gyógyüdülő – Egy üdülőhely vagy szálloda területén található gyógytényező, ahol szakértői irányítással vehetők igénybe a gyógy-, fitness-, wellness-szolgáltatások, valamint speciális diéta kérhető.

## Fordítás
- Ez a szócikk részben vagy egészben  a   Spa című angol Wikipédia-szócikk ezen változatának fordításán alapul.  Az eredeti cikk szerkesztőit annak laptörténete sorolja fel. Ez a jelzés csupán a megfogalmazás eredetét és a szerzői jogokat jelzi, nem szolgál a cikkben szereplő információk forrásmegjelöléseként.